# Weinheimer Schloss

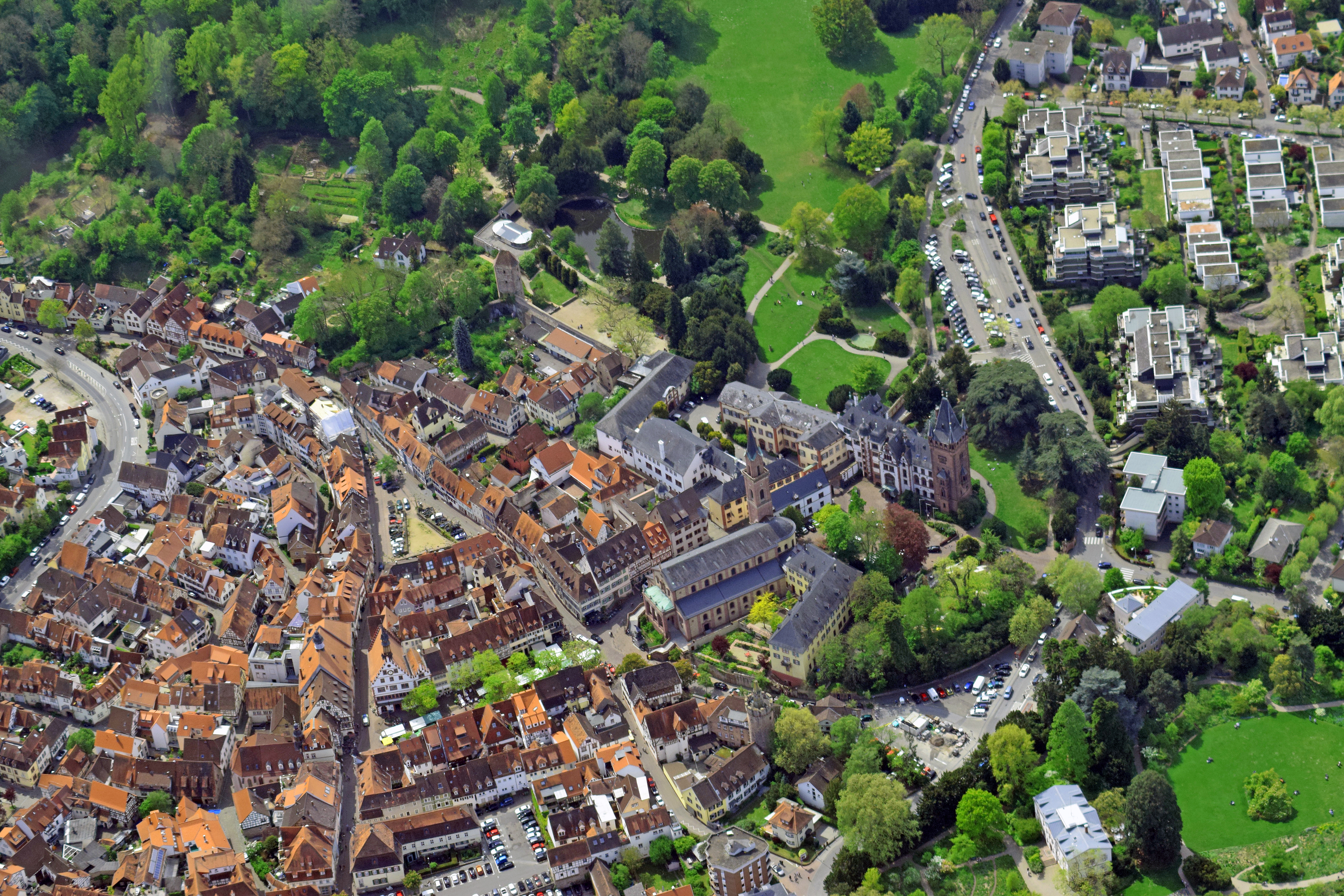
Weinheimer Schloss von oben (2017)

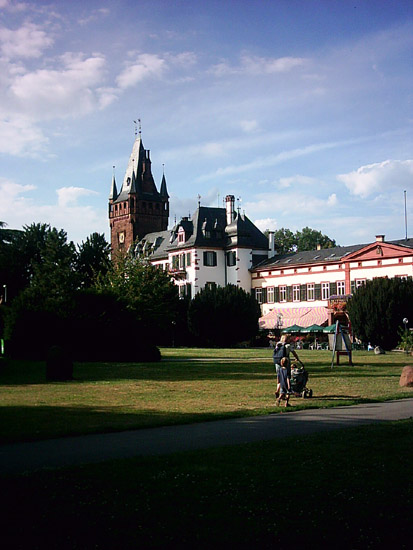
Weinheimer Schloss, vom Schlosspark aus gesehen, rechts im Vordergrund südlicher Teil im klassizistischen Umbau (1780)

Das Weinheimer Schloss ist ein ehemaliges Schloss der Fürsten der Kurpfalz und der momentane Sitz der Verwaltung der Stadt Weinheim.

## Geschichte
Die Kurfürsten Ruprecht III. und später Ludwig III. kauften in den Jahren 1403 bzw. 1423 in Weinheim verschiedene aneinander angrenzende Anwesen, um sie als Lager und sporadische Herberge zu nutzen. Die kurpfälzische Regierung hielt in diesen Gebäuden gelegentlich Tagungen ab.
1509 verpfändete Kurfürst Ludwig V. das Schloss an die Familie des Dieter von Handschuhsheim. Im Jahr 1537 wurde an der Stelle des von Ludwig III. erworbenen Hofs der Nordwestflügel in seiner heutigen Form errichtet. 1547 floh der spätere Kurfürst Ottheinrich vor der Pest in Heidelberg mit seinem Hofstaat nach Weinheim und nutzte den Nordwestflügel als Residenz.
Nach dem Pfälzischen Erbfolgekrieg (1688–1697) und der einhergehenden partiellen Verwüstung von Heidelberg ließ sich die Kurpfälzische Verwaltung (wie auch andere Institutionen wie die Ruprecht-Karls-Universität Heidelberg und die kurfürstliche Münzstätte und Druckerei) kurzzeitig in Weinheim nieder. Der Kurfürst Johann Wilhelm verlegte im Jahr 1698 seine Residenz von Düsseldorf nach Weinheim und plante, das Schloss zu einem monumentalen Palast ausbauen zu lassen, was jedoch an Zerwürfnissen mit der lokalen Bevölkerung scheiterte.

## Südlicher Teil: Adelshof der Ulner von Dieburg

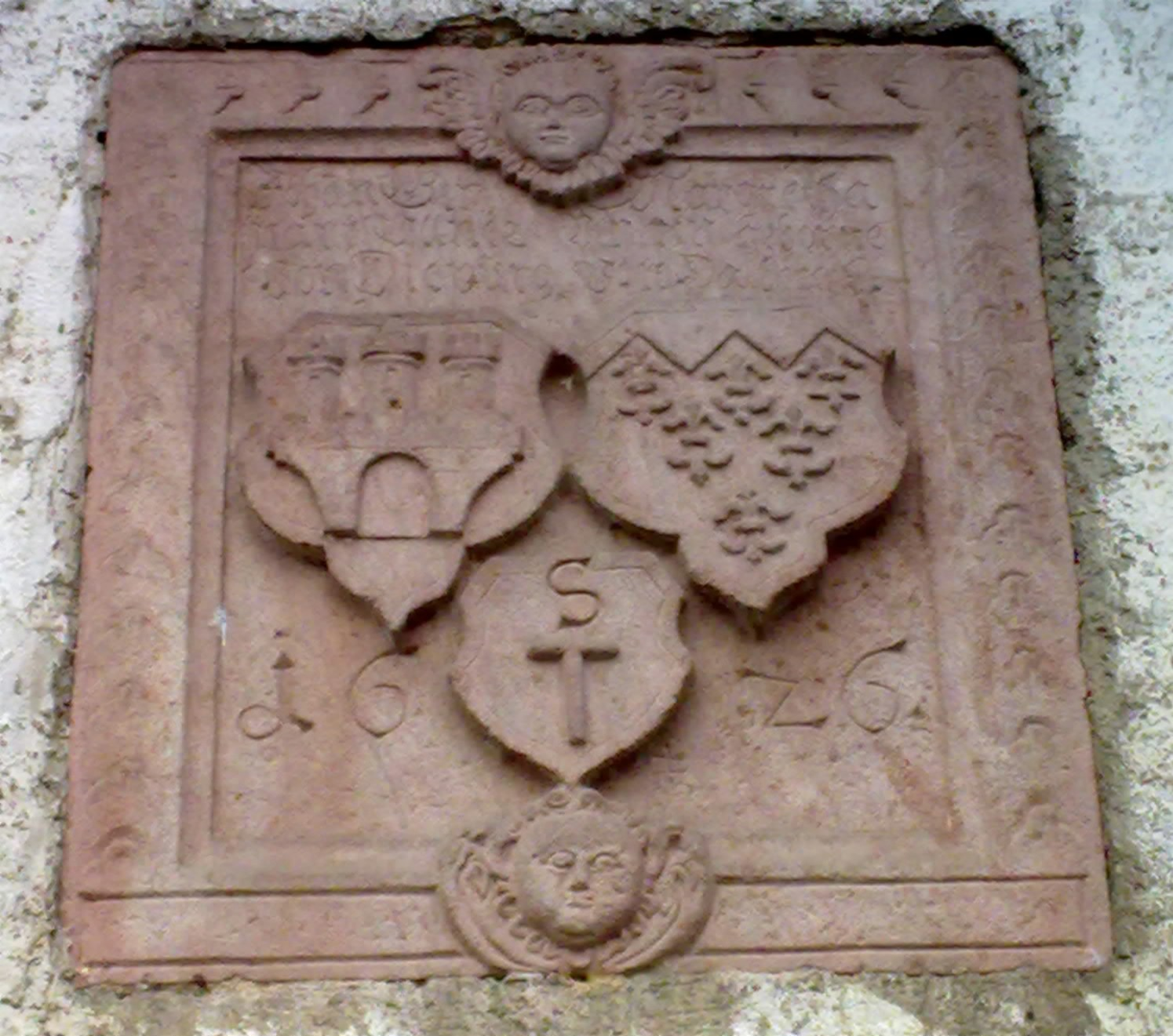
Allianzwappen der Familien Ulner von Dieburg mit der dreizinnigen Burg und von Dalberg mit sechs Lilien, datiert 1626

Im 16. Jahrhundert war der Hof südlich des Obertors im Besitz der Familie Ulner von Dieburg. 1725 ließ Franz Pleickard Ulner von Dieburg den heute noch bestehenden Südflügel erbauen. 1771 starb die Linie aus, und die Immobilie fiel an die von Dalberg, die den Südflügel dann bereits 1780 klassizistisch umbauten. 1835 lebte kurzzeitig der Freiherr von Venningen mit seiner berühmten Gemahlin Jane Digby im Schloss; der französische Schriftsteller Honoré de Balzac besuchte Weinheim und vor allem die damals schon verrufene Jane Digby. 1837 erwarb Gräfin Auguste Waldner von Freundstein, geborene von Stumm, zweite Ehefrau von Graf Theodor Waldner von Freundstein, den Südteil und errichtete das Berckheim’sche Stammgut für ihren ältesten Sohn Christian aus ihrer ersten Ehe mit dem früh verstorbenen Freiherrn Christian von Berckheim. Theodor und seine zweite Frau Auguste lebten überwiegend hier im Schloss in Weinheim und die Familie war dort sehr beliebt. Zu ihren regelmäßigen Gästen zählte hier Stéphanie de Beauharnais, die verwitwete Großherzogin von Baden und Adoptivtochter Kaiser Napoleons, welche in Mannheim lebte.

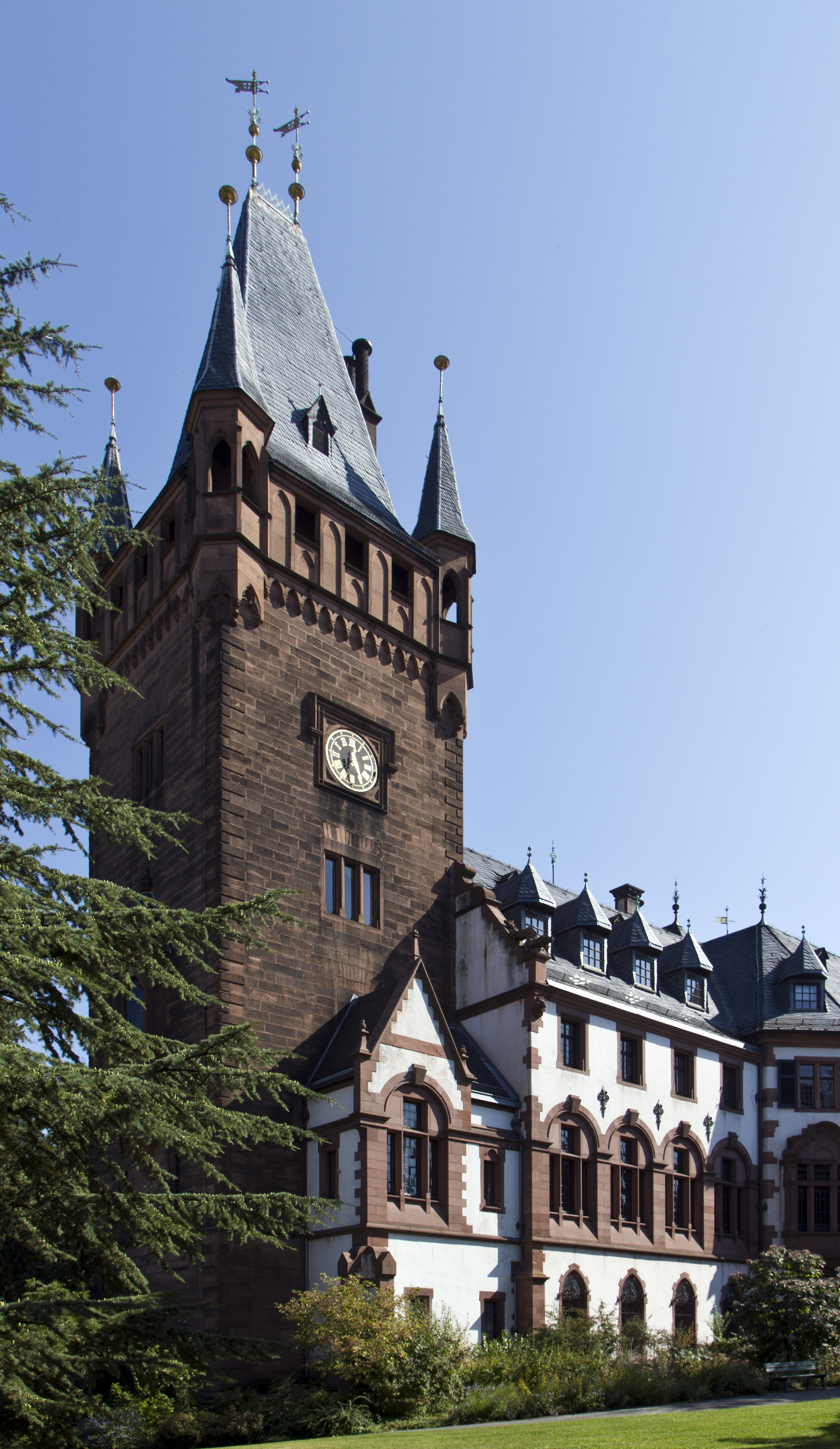
Neugotischer Schlossturm von 1868

## Berckheimsches Schloss
Schlossturm und Zwischenbau wurden 1868 im Stil der Neugotik durch Freiherr Christian Friedrich Gustav von Berckheim (1817–1889) errichtet. Vorausgegangen war der Abbruch des Kellereiflügels des kurpfälzischen Schlosses. Der 39 Meter hohe Schlossturm, der dem Blauen Turm in Wimpfen nachempfunden wurde, zeigt neugotische Architekturelemente. Christian legte auch den noch heute bestehenden und der Öffentlichkeit zugänglichen Exotenwald unweit des Schlosses an. Das Schloss zeichnet sich noch heute durch die Vielfalt der verschiedenen Baustile aus.
1926 gelang es dem Weinheimer Oberbürgermeister Joseph Huegel, einen Teil des Schlosses für die Unterbringung der Stadtverwaltung anzumieten. Seit 1938 befindet sich das Schloss mit dem angrenzenden Park ganz im Eigentum der Stadt. Im südlichen Teil des Schlosses befindet sich im Erdgeschoss ein Restaurant. Dieses wurde von Januar bis Oktober 2006 komplett saniert und restauriert. Hierbei wurde versucht, den ursprünglichen Zustand wiederherzustellen. Sowohl die Stuckarbeiten als auch der jahrelang unter einem Teppichboden versteckte alte Eichenparkettboden sind seit November 2006 wieder zu sehen.